# Powerless
Powerless – ballada electrorockowa amerykańskiego zespołu Linkin Park, wydana jako trzeci singel z ich piątego albumu studyjnego, Living Things. Został wydany 31 października 2012 przez wytwórnię płytową Warner Bros. Za produkcję muzyczną odpowiedzialni są Mike Shinoda oraz Rick Rubin. Do utworu zrealizowano teledysk w ramach kampanii „Power the World”.
Utwór zawiera wiele motywów z utworu instrumentalnego poprzedzającego tę piosenkę – „Tinfoil”. Jest to również czwarty utwór z płyty, gdzie nie pojawia się rap Mike’a Shinody.

## Lista utworów
Singiel cyfrowy
1. „Powerless” – 3:44

Singel promocyjny CD (Japonia)
1. „Powerless” – 3:44

## Pozycje na listach
| Notowania (2012)                  | Najwyższa pozycja |
| --------------------------------- | ----------------- |
| UK Rock (Official Charts Company) | 40                |

## Twórcy
- Chester Bennington – wokal prowadzący
- Rob Bourdon – perkusja
- Brad Delson – gitara prowadząca
- Dave „Phoenix” Farrell – gitara basowa, chórki
- Joe Hahn – mikser, samplowanie
- Mike Shinoda – gitara rytmiczna, wokale, instrumenty klawiszowe, fortepian